# NANOS1
NANOS1‏ (Nanos C2HC-type zinc finger 1) هوَ بروتين يُشَفر بواسطة جين NANOS1 في الإنسان.